# Fatumnasi (Fatumnasi)
Fatumnasi is een bestuurslaag in het regentschap Timor Tengah Selatan van de provincie Oost-Nusa Tenggara, Indonesië. Fatumnasi telt 1674 inwoners (volkstelling 2010).